# عبدالواحد المراکشی
عبد الواحد المراکشی (عربی: عبد الواحد المراكشي; زاده: ۷ ژوئیه ۱۱۸۵ - درگذشته: ۱۲۵۰) تاریخ‌نگار اهل موحدان بود. در مراکش به دنیا آمد و در فاس و اندلس درس خواند و در سال ۶۱۳ هجری مصادف با ۱۲۱۷ میلادی به مصر رفت و در سال ۶۲۰ هجری به حج رفت، وی سفری به کشورهای مشرق داشت و در سال ۶۲۱ کتاب «المعجب فی تلخیص أخبار المغرب» را نوشت. او از یک خانواده عربی بود و خروجش از کشور انتخاب خودش نبود بلکه به‌لحاظ سیاسی مجبور شده بود.

## تالیفات
- «المعجب فی تلخیص أخبار المغرب:» این کتاب در سال ۱۸۴۷ توسط پژوهشگر هلندی در شهر لایدن منتشر شد و در سال ۱۹۴۹ توسط محمد سعید العریان انتشار مجدد شد.
- اسناد مرابطین و موحدین
- خلاصه‌ای از اخبار آفریقا و مراکش